# Маркевич Яків Михайлович
Марке́вич Я́ків Миха́йлович (Маркович) (* 27 (16) жовтня 1776, Пирятинська сотня — † 10 лютого (29 січня) 1804)  — український політик, член національного гуртка канцеляриста Андріяна Чепи. Історик Гетьманщини, також етнограф і фольклорист. Представник старшинського роду Марковичів.
Брат О. М. Марковича. Яків та Олександр Михайловичі належали до чернігівської гілки роду Марковичів, й були онуками Маркевича Якова Андрійовича.

## Життєпис
Народився у родині «малоросійських дворян» Маркевичів у Пирятинській сотні.
Є припущення, що початкову освіту Я. Маркевич отримав у Ніжинському полку, у місті Глухові. З дитинства знав німецьку та французьку мови.
Служив у колегії закордонних справ у Петербурзі.
В 1798 році видав у Петербурзі першу частину фундаментальної праці «Записки о Малороссии, ее жителях и произведениях», що мала значний вплив на розвиток національної свідомості серед тогочасного українського громадянства. У праці містяться відомості про побут, фольклор, господарство, державно-політичний устрій Гетьманщини, природу та історію України. Праця залишилась незавершеною, оскільки автор з невідомих обставин наклав на себе руки. Книга мала надзвичайний вплив на національно свідоме українство.

## Родина
- Батько — Михайло Якович Маркевич (18.04.1752 — 1829).
- Мати — Анастасія Петрівна Забело (прибл. 1756 — 12.12.1824), донька Петра Івановича Забели (1730 — 28.12.1793) та його дружини Феодосії Федорівни Посудевської.
- Брати — Петро, Андрій, Олександр.
- Сестри — Ганна, Марія, Феодосія, Уляна, Єлизавета.